# Green Bay Packers 2013
La stagione 2013 dei Green Bay Packers è stata la 93ª della franchigia nella National Football League. In una stagione che vide Aaron Rodgers infortunarsi il 4 novembre nel Monday Night Football contro i Chicago Bears, i Packers chiusero con un record di 8-7-1, vincendo la division per il terzo anno consecutivo. Nei playoff vi fu la rivincita dell'anno precedente contro i San Francisco 49ers, perdendo nuovamente con un field goal di Phil Dawson mentre il tempo andava esaurendosi.

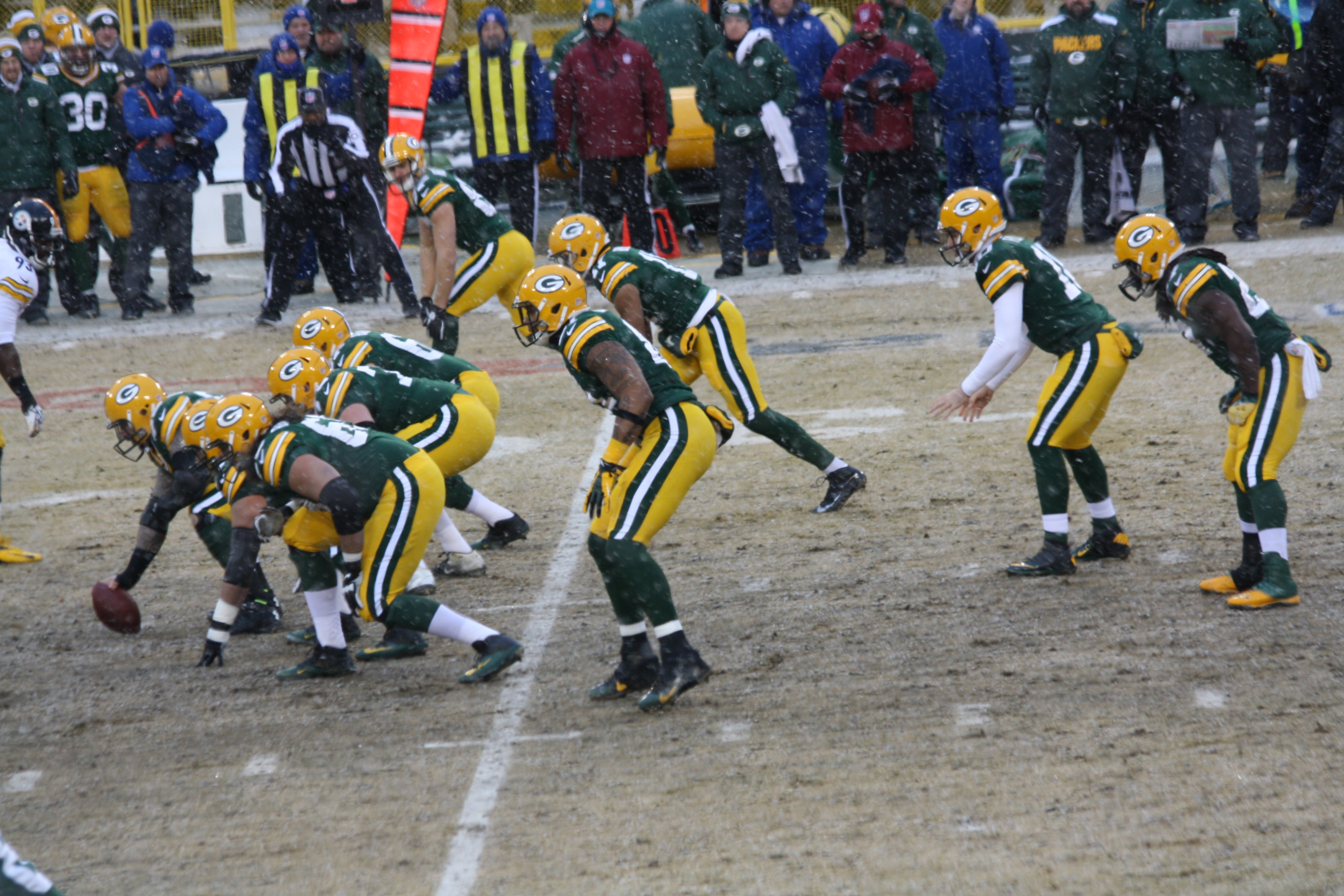
L'attacco di Green Bay schierato contro Pittsburgh nel dicembre 2013

## Roster
| Roster dei Green Bay Packers nel 2013 |
| --- |
| Quarterback - 12 Aaron Rodgers - 10 Matt Flynn - 16 Scott Tolzien Running Back - 22 Kahlil Bell - 30 John Kuhn FB - 27 Eddie Lacy - 44 James Starks Wide Receiver - 11 Jarrett Boykin - 18 Randall Cobb - 13 Chris Harper - 89 James Jones - 87 Jordy Nelson Tight End - 81 Andrew Quarless - 85 Jake Stoneburner - 82 Ryan Taylor Offensive Linemen - 69 David Bakhtiari T - 67 Don Barclay T - 62 Evan Dietrich-Smith C - 70 T.J. Lang G - 74 Marshall Newhouse T - 78 Derek Sherrod T - 71 Josh Sitton G - 65 Lane Taylor G - 73 J.C. Tretter G Defensive Linemen - 93 Josh Boyd DE - 76 Mike Daniels DE - 95 Datone Jones DE - 79 Ryan Pickett NT - 90 B.J. Raji NT - 98 C.J. Wilson DE - 99 Jerel Worthy DE Linebacker - 54 Victor Aiyewa ILB - 50 A.J. Hawk ILB - 59 Brad Jones ILB - 57 Jamari Lattimore ILB - 52 Clay Matthews III OLB - 55 Andy Mulumba OLB - 96 Mike Neal OLB - 51 Nate Palmer OLB - 53 Nick Perry OLB Defensive Back - 32 Chris Banjo FS - 42 Morgan Burnett SS - 24 Jarrett Bush CB - 31 Davon House CB - 33 Micah Hyde CB - 43 M.D. Jennings FS - 28 Sean Richardson SS - 20 Jumal Rolle CB - 37 Sam Shields CB - 38 Tramon Williams CB Special Team - 2 Mason Crosby K - 61 Brett Goode LS - 8 Tim Masthay P Lista delle riserve - 58 Sam Barrington ILB (IR) - 86 Brandon Bostick TE (IR) - 75 Bryan Bulaga T (IR) - 13 Sederrik Cunningham WR (IR) - 6 Kevin Dorsey WR (IR) - 88 Jermichael Finley TE (IR) - 49 Robert Francois ILB (IR) - 23 Johnathan Franklin RB (IR) - 26 DuJuan Harris RB (IR) - 29 Casey Hayward CB (IR) - 97 Johnny Jolly DE (IR) - 25 James Nixon CB (IR) - 64 Greg Van Roten G (IR) - 9 Seneca Wallace QB (IR) - 19 Myles White WR (IR) Squadra di allenamento - 77 Aaron Adams T - 63 Lanier Coleman G - 35 Antonio Dennard CB - 72 Garth Gerhart C - 1 Alex Gillett WR - 34 Orwin Smith RB - 68 Andrew Tiller G - 83 Tyrone Walker WR |
| Legenda - I rookie sono in corsivo. - Il primo ruolo è il principale mentre gli eventuali successivi indicano i ruoli secondari. - (IR) sta per Injured Reserve ed indica la lista ristretta per un solo giocatore infortunato che può tornare ad allenarsi dopo la settimana 6 e a rientrare in prima squadra dopo che questa ha giocato 8 partite. - (NF-Inj.) / (NF-Ill.) stanno rispettivamente per Non-Football Injured e Non-Football Illness ed indicano le liste dove viene inserito un giocatore che ha un infortunio o una malattia non dipendente dal football americano. - (PUP) sta per Physically Unable to Perform ed indica la lista dove viene inserito un giocatore mentre è in attesa di recuperare la condizione fisica. Nella stagione regolare dopo la sesta partita giocata dalla propria squadra, il giocatore ha tempo tre settimane per riprendere ad allenarsi, più tre settimane aggiuntive dal suo rientro agli allenamenti per rientrare in prima squadra. |

## Calendario
| Stagione regolare |                    |                        |                    |                    |                       |                    |
| Turno             | Data               | Avversario             | Risultato          | Record             | Stadio                | Sintesi            |
| 1                 | 8 settembre        | at San Francisco 49ers | S 28–34            | 0–1                | Candlestick Park      | Recap              |
| 2                 | 15 settembre       | Washington Redskins    | V 38–20            | 1–1                | Lambeau Field         | Recap              |
| 3                 | 22 settembre       | at Cincinnati Bengals  | S 30–34            | 1–2                | Paul Brown Stadium    | Recap              |
| 4                 | Settimana di pausa | Settimana di pausa     | Settimana di pausa | Settimana di pausa | Settimana di pausa    | Settimana di pausa |
| 5                 | 6 ottobre          | Detroit Lions          | V 22–9             | 2–2                | Lambeau Field         | Recap              |
| 6                 | 13 ottobre         | at Baltimore Ravens    | V 19–17            | 3–2                | M&T Bank Stadium      | Recap              |
| 7                 | 20 ottobre         | Cleveland Browns       | V 31–13            | 4–2                | Lambeau Field         | Recap              |
| 8                 | 27 ottobre         | at Minnesota Vikings   | V 44–31            | 5–2                | Mall of America Field | Recap              |
| 9                 | 4 novembre         | Chicago Bears          | S 20–27            | 5–3                | Lambeau Field         | Recap              |
| 10                | 10 novembre        | Philadelphia Eagles    | S 13–27            | 5–4                | Lambeau Field         | Recap              |
| 11                | 17 novembre        | at New York Giants     | S 13–27            | 5–5                | MetLife Stadium       | Recap              |
| 12                | 24 novembre        | Minnesota Vikings      | P 26–26 (dts)      | 5–5–1              | Lambeau Field         | Recap              |
| 13                | 28 novembre        | at Detroit Lions       | S 10–40            | 5–6–1              | Ford Field            | Recap              |
| 14                | 8 dicembre         | Atlanta Falcons        | V 22–21            | 6–6–1              | Lambeau Field         | Recap              |
| 15                | 15 dicembre        | at Dallas Cowboys      | V 37–36            | 7–6–1              | AT&T Stadium          | Recap              |
| 16                | 22 dicembre        | Pittsburgh Steelers    | S 31–38            | 7–7–1              | Lambeau Field         | Recap              |
| 17                | 29 dicembre        | at Chicago Bears       | V 33–28            | 8–7–1              | Soldier Field         | Recap              |

Note: gli avversari della propria division sono in grassetto.

### Playoff
| Playoff   |           |                         |           |        |               |         |
| Turno     | Data      | Avversario (seed)       | Risultato | Record | Stadio        | Sintesi |
| Wild Card | 5 gennaio | San Francisco 49ers (5) | S 20–23   | 0–1    | Lambeau Field | Recap   |

## Classifiche
| NFC North             |   |    |   |      |       |       |     |     |     |
|                       | V | S  | P | %    | DIV   | CONF  | PF  | PS  | STR |
| (4) Green Bay Packers | 8 | 7  | 1 | .531 | 3–2–1 | 6–5–1 | 417 | 428 | V1  |
| Chicago Bears         | 8 | 8  | 0 | .500 | 2–4   | 4–8   | 445 | 478 | S2  |
| Detroit Lions         | 7 | 9  | 0 | .438 | 4–2   | 6–6   | 395 | 376 | S4  |
| Minnesota Vikings     | 5 | 10 | 1 | .344 | 2–3–1 | 4–7–1 | 391 | 480 | V1  |